# رامنی (ایندیانا)
رامنی (به انگلیسی: Romney) یک منطقهٔ مسکونی در ایالات متحده آمریکا است که در شهرستان تیپکانو، ایندیانا واقع شده‌است. رامنی ۲۲۴ متر بالاتر از سطح دریا واقع شده‌است.